# 维托里奥·特拉库齐
维托里奥·特拉库齐（義大利語：Vittorio Tracuzzi，1923年1月2日—1986年10月21日），意大利男子篮球运动员。他曾代表意大利参加1948年夏季奥林匹克运动会篮球比赛，获得第十七名。他于1986年在博洛尼亚去世。